# Sandrine Bellot
Sandrine Bellot (ur. 5 sierpnia 1968) – francuska zapaśniczka, także reprezentująca Reunion, walcząca w stylu wolnym. Zajęła szóste miejsce na mistrzostwach Europy w 1998. Srebrna medalistka igrzysk Wysp Oceanu Indyjskiego w 2007. Mistrzyni Francji w 1997 i 1998; druga w latach 1993-1996; trzecia w 1999 roku.